# 阿佛纳斯丘群
阿佛纳斯丘群（Avernus Colles）是火星埃律西昂平原东南边缘，一处位于南纬1.6度、东经171度的断裂地带 ，其面积范围相当大，直径达到为244公里（152英里）。阿佛纳斯丘群可在埃律西昂区找到。1985年，它被以意大利坎帕尼亚大区的一座湖泊名命名，该湖泊曾被认为是通往地狱的入口。

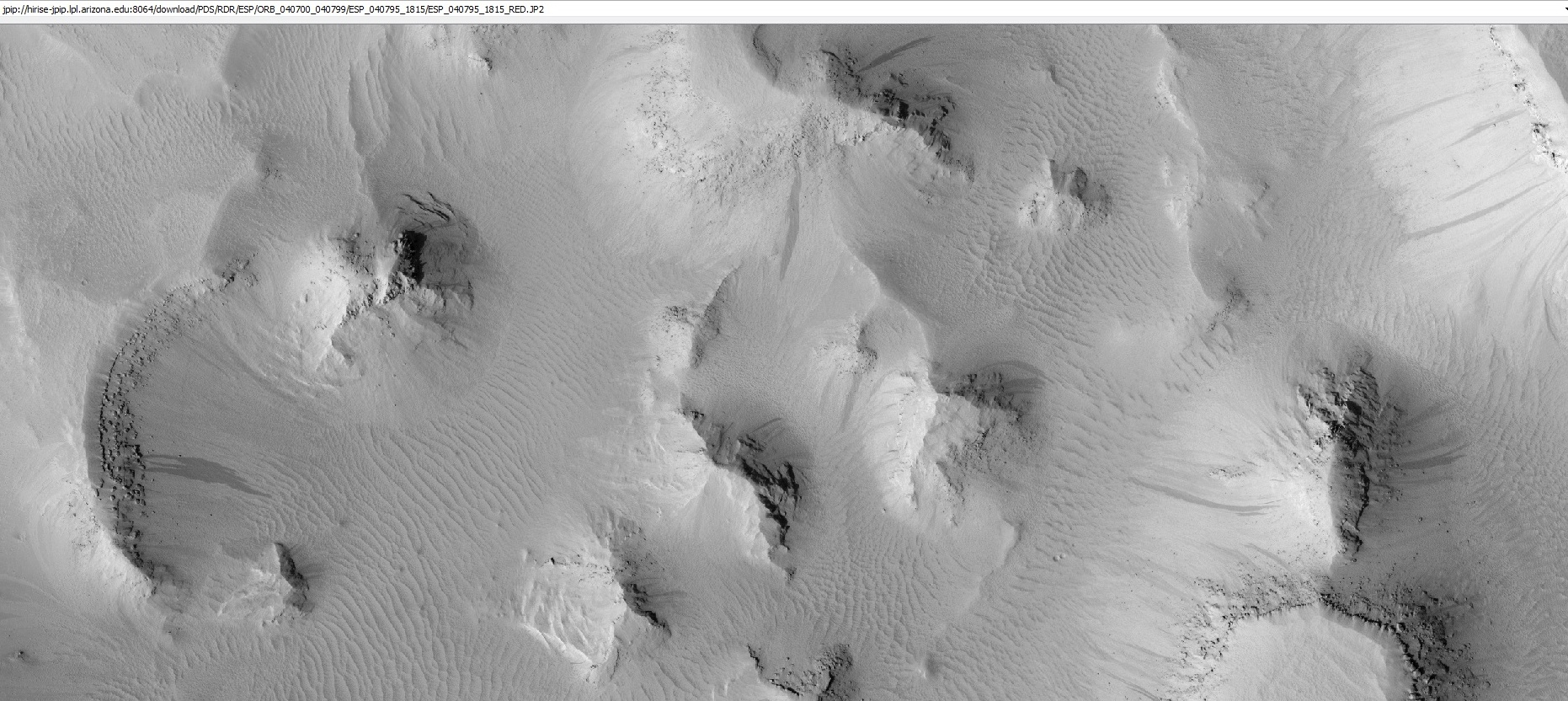
HiWish计划下高分辨率成像科学设备显示的桌山和桌山侵蚀部分裸露出的岩层和暗坡条纹，图像位于阿佛纳斯丘群东部。